# Auf freiem Fuße
Auf freiem Fuße ist eine Polka française von Johann Strauss Sohn (op. 345). Das Werk wurde am 14. Februar 1871 im Sofienbad-Saal in Wien erstmals aufgeführt.